# Джованни Франческо дель Бальцо
Джованни Франческо дель Бальцо (итал. Giovanni Francesco del Balzo, ум. ок. 1503) — граф Алессано c 1490, сеньор Мольфетты, Джовинаццо и Спеккьи.
Сын Раймондо III дель Бальцо, графа Алессано, и Антоники де Горретис.
Был в большой милости при дворе Неаполя; в 1476 был послан королём Ферранте I в Испанию сопровождать герцога Калабрийского, который должен был привезти Хуану Кастильскую, новую жену короля, его отца.
8 марта 1490 после смерти Раймондо III король Ферранте дал ему инвеституру на отцовские земли, в частности на графство Алессано. Джованни Франческо принял титул графа Алессано, которым пренебрегал его отец. Стал приближенным нового короля Альфонсо II, который, взойдя на престол, подарил ему 15 лошадей с королевских конюшен. Преданный, как и его брат Бернардино, Арагонскому дому, он в 1497 осаждал и взял Трикази. Король Федериго, который по своему браку с Изабеллой дель Бальцо стал их родственником, дал Бернардино замок Карпиньяно и назначил Джованни Франческо членом королевского совета.

## Семья
Жена (1474): Маргерителла дель Бальцо, дочь Анджильберто дель Бальцо, графа де Кастро и Удженто, двоюродная сестра королевы Изабеллы Неаполитанской. Этот брак соединил последнюю ветвь Оранской линии с последней ветвью линии де Бо д'Андрия.
Дети:
- Раймондо IV (ум. 1516), граф Алессано, сеньор Мольфетты, Джовенаццо и Спеккьи с 1503. Не был женат.
- Бернардино II (ум. 1524), граф Алессано, сеньор Мольфетты, Джовенаццо и Спеккьи с 1516. Жена (1504): Изабелла Аквавива Арагонская, дочь Джованни Франческо, маркиза де Битонто, и Доротеи Гонзага, дочери Антонии дель Бальцо и племянницы королевы Изабеллы. У них не было детей.
- Антоника (ум. 1547), графиня Алессано